# Symone D. Sanders

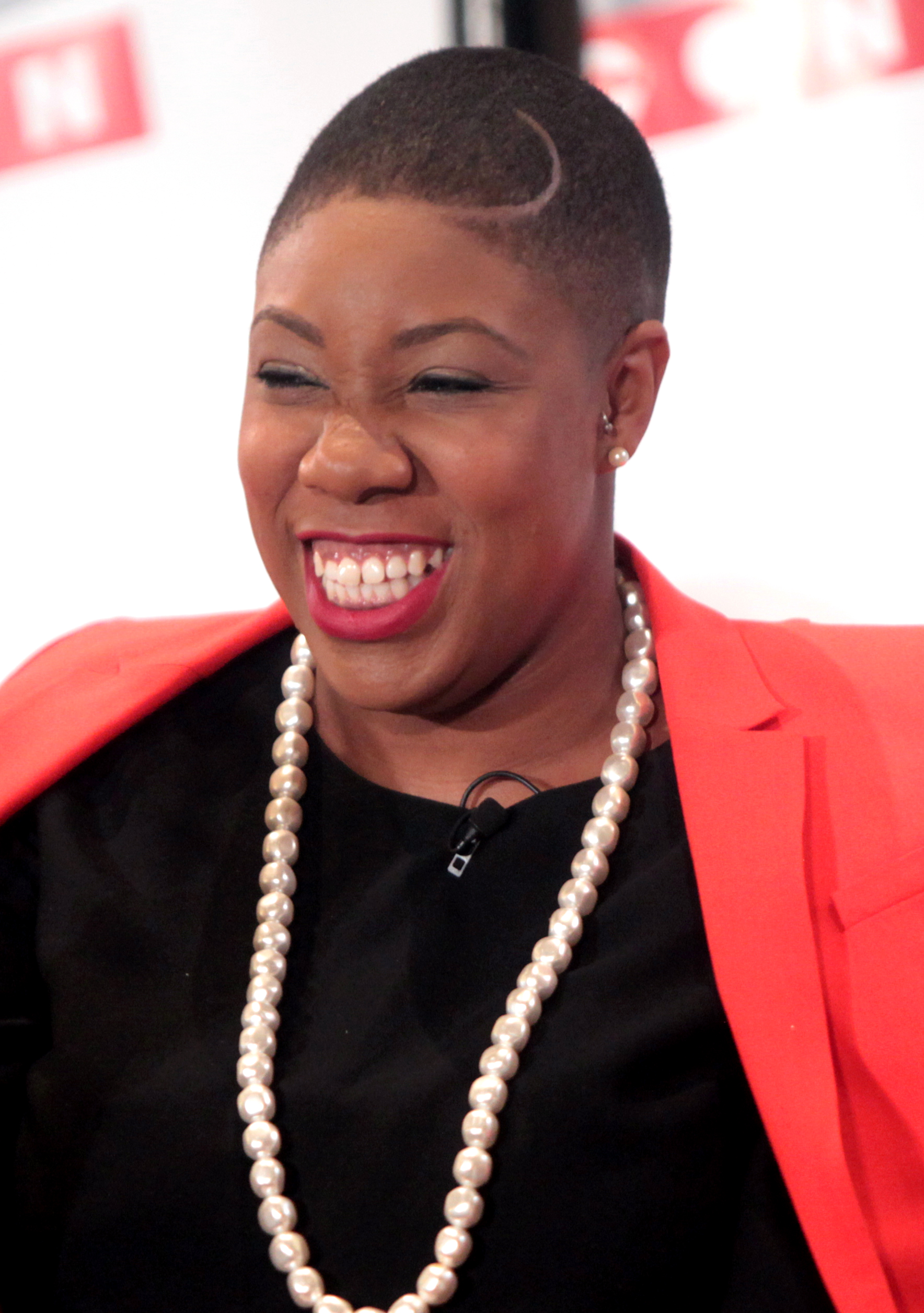
Symone D. Sanders (2016)

Symone D. Sanders (geboren am 10. Dezember 1989 in Omaha, Nebraska) ist eine amerikanische politische Strategin und Autorin.
Sie diente als nationale Pressesprecherin für den demokratischen Präsidentschaftskandidaten Bernie Sanders während seiner Präsidentschaftskampagne 2016. Sie verließ die Kampagne Ende Juni 2016 abrupt, sagte aber, dass „sie nicht entlassen wurde und dass das Verlassen der Kampagne ihre Entscheidung war“.
Im Oktober 2016 wurde sie von CNN als demokratische Strategin und politische Kommentatorin eingestellt.
Im April 2019 trat Symone Sanders Präsidentschaftskampagne 2020 des ehemaligen Vizepräsidenten Joe Biden als leitende Beraterin bei und wurde nach Bidens Wahlsieg zur Chefsprecherin und leitenden Beraterin von Vizepräsidentin Kamala Harris ernannt.
Am 7. Mai 2022 strahlte der US-Nachrichtensender MSNBC ihre neue Sendung Symone erstmals aus.